# Ridge Spring
Ridge Spring est une ville située dans le comté de Saluda, dans l’État de Caroline du Sud, aux États-Unis. Lors du recensement de 2020, elle comptait 579 habitants.